# Distretto di Qingpu (Shanghai)
Il distretto di Qingpu (cinese semplificato: 青浦区; cinese tradizionale: 青浦區; mandarino pinyin: Qīngpǔ Qū) è un distretto di Shanghai. Ha una superficie di 676 km² e una popolazione di 460.000 al 2010.

## Luoghi d'interesse

### Bound
Il Bound fu costruito all' inizio del XIX secolo con i finanziamenti degli investitori occidentali, transformando un piccolo sentiero fangoso in un viale urbano.
Dopo la rivoluzione, l'area subì un periodo di degrado, ma negli anni successivi furono avviati interventi di restauro. Molti dei 52 edifici storici sono stati restaurati e l'ex strada a più corsie trafficata è stata successivamente pedonalizzata.

### Giardino del Mandarino Yu
Il giardino Yu Yan fu fatto edificare da un funzionario imperiale nel 1500 come luogo di riposo per i propri genitori.
Yu Yan infatti significa luogo di riposo.

### Piazza del popolo
La Piazza del Popolo, o Piazza Renmin, è la piazza centrale di Shanghai. Tra le varie attrazioni, questo popolare luogo di ritrovo ospita il Museo di Shanghai, la Sala delle esposizioni urbanistiche di Shanghai e il Gran Teatro. Ammira i maestosi edifici in stile moderno che la circondano e osserva gli abitanti della città che scambiano due chiacchiere o fanno volare aquiloni variopinti sugli spazi erbosi.
La piazza è stata costruita nel 1862 per ospitare l'ippodromo cittadino. Oggi, dell'antico ippodromo rimane solo l'ex-clubhouse, oggi sede del Museo dell'arte di Shanghai. L'edificio conserva tuttora la struttura aperta e il pavimento in legno laccato tipico dei tradizionali circoli per gentiluomini.

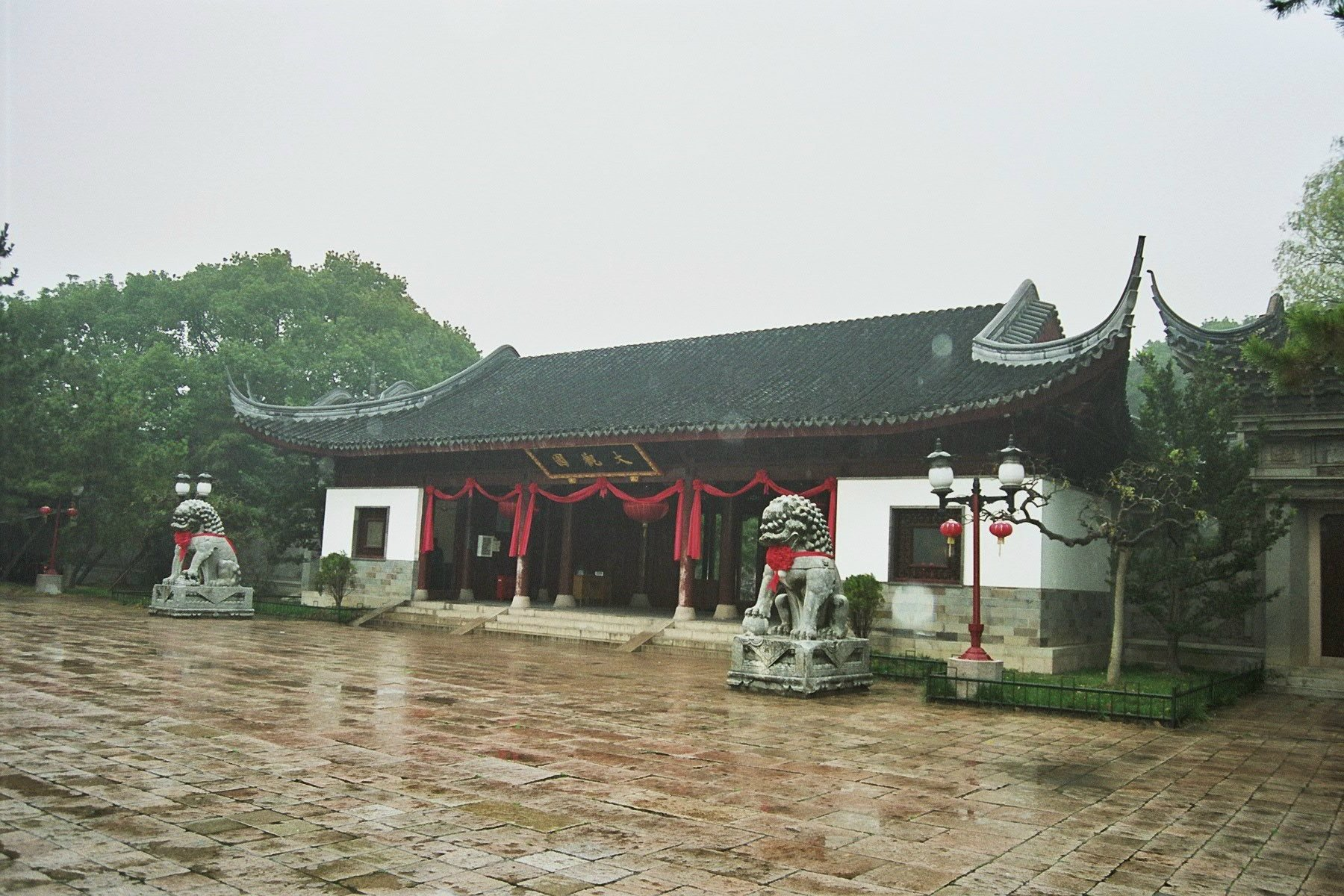
entrata al giardino Yu Yan